# Chlorophytum poggei
Chlorophytum poggei är en sparrisväxtart som beskrevs av Adolf Engler och Karl von Poellnitz. Chlorophytum poggei ingår i släktet ampelliljor, och familjen sparrisväxter. Inga underarter finns listade i Catalogue of Life.